# دارکوب کوتوله فیلیپینی
دارکوب کوتوله فیلیپینی (نام علمی: Dendrocopos maculatus) نام یک گونه از زیرخانواده دارکوبیان است.